# Meeuws 2
Pour les articles homonymes, voir Meeuws.
Albums de Sharko
Feuded
(1999) Sharko III
(2003)
Meeuws 2, sorti en 2001, est le deuxième album du groupe de rock belge Sharko.

## L'album
Tous les titres ont été composés par David Bartholomé.
Sorti en 2001 en Europe continentale, l'album n'est sorti en Grande-Bretagne qu'en 2003.

## Les musiciens
- David Bartholomé chante et joue de tous les instruments
- Teuk Henri : guitare

Ils sont également accompagnés sur plusieurs titres par :
- Mirko Banovic : basse
- Frederic Vandenberg : batterie

## Les titres
1. Minute - 2 min 46 s
2. I Went Down - 3 min 35 s
3. Bootleg of AC/DC - 3 min 40 s
4. Clash P - 2 min 46 s
5. Malcolm - 2 min 57 s
6. Sunset - 3 min 09 s
7. Hey Man - 1 min 25 s
8. The Queen Is Coming - 3 min 17 s
9. U Got Us - 3 min 15 s
10. Ema (Boom Boom) - 3 min 09 s
11. Bone Streams - 1 min 07 s
12. Wig - 2 min 17 s
13. Bootleg of AC/DC - 41 s
14. I Went Down (Reprise) - 4 min 05 s
15. Montmartre - 6 min 50 s

## Informations sur le contenu de l'album
- I Went Down est le single de l'album.
- Rudy Coclet joue de la batterie sur Sunset et Hey Man.
- U Got Us est dédié au chef indien Blacksand Van Zandt.
- Peter Vandenberghe joue du piano sur Ema (Boom Boom).
- Olivier Bodson joue de la trompette sur Wig.